# Vallée Jaune
La vallée Jaune, en anglais Yellow Valley, en indonésien Lembah Kuning, est une petite vallée située en Indonésie, sur l'île de Nouvelle-Guinée, dans les monts Maoke et au pied du Puncak Jaya. Ancienne vallée glaciaire, sa partie supérieure est encore occupée par le glacier Carstensz qui l'alimente en eau. Son fond est parsemé de petits lacs et son extrémité aval est obstruée par la mine de Grasberg.